# Paweł Maślanka
Paweł Franciszek Maślanka (ur. 27 września 1951 w Łodzi) – polski fizyk i matematyk, profesor, nauczyciel akademicki, prorektor Uniwersytetu Łódzkiego, członek organizacji naukowych: Komitetu Fizyki PAN, Polskiego Towarzystwa Matematycznego oraz International Association of Mathematical Physics.

## Życiorys
W 1974 ukończył w Łodzi studia magisterskie na kierunku fizyka, prowadzonym przez ówczesny Wydział Matematyki, Fizyki i Chemii UŁ. Następnie został zatrudniony w Zakładzie Analizy Funkcjonalnej Instytutu Matematyki UŁ, z trzyletnią przerwą, gdy był słuchaczem studium doktoranckiego Instytutu Matematyki UŁ.
W 1981 obronił pracę doktorską z matematyki w Instytucie Matematyki UŁ. Kolejno, w latach 1981-1995, był adiunktem w Zakładzie Analizy Funkcjonalnej UŁ W 1995 zdał kolokwium habilitacyjne w Instytucie Fizyki Teoretycznej Uniwersytetu Wrocławskiego. Następnie, w latach 1996-2000, pracował na stanowisku adiunkta, a potem profesora nadzwyczajnego UŁ w Zakładzie Teorii Pola Instytutu Fizyki.
W sierpniu 1999 nadano mu tytuł profesora. Od stycznia 2001 jest zatrudniony na etacie profesora zwyczajnego. W latach 1999-2005 był kierownikiem studium doktoranckiego przy ówczesnym Wydziale Fizyki i Chemii UŁ. Od listopada 2004 przewodzi Katedrze Fizyki Teoretycznej II UŁ. W latach 2005-2007 był prodziekanem Wydziału Fizyki i Chemii UŁ i dyrektorem Instytutu Fizyki tejże uczelni. W latach 2007–2008 był dziekanem Wydziału Fizyki i Informatyki Stosowanej UŁ. Po objęciu stanowiska rektora UŁ przez Włodzimierza Nykiela został powołany na stanowisko prorektora ds. studenckich i toku studiów.
Jest autorem lub współautorem około 80 prac naukowych opublikowanych w czasopismach z tzw. listy filadelfijskiej oraz ok. 20 artykułów umieszczonych w materiałach konferencji międzynarodowych. Brał udział jako kierownik lub główny wykonawca w pracach związanych z realizacją 10 projektów badawczych Komitetu Badań Naukowych. Wygłaszał referaty zagranicznych wydziałach fizyki i matematyki licznych uniwersytetów i instytutów badawczych (w Amsterdamie, Giessen, Utrechcie, Oldenburgu, Yorku, Mons).
Za osiągnięcia w pracy dydaktycznej otrzymał kilka nagród rektora UŁ. Natomiast za osiągnięcia w pracy naukowej otrzymał nagrody od rektora oraz jedną nagrodę od ministra nauki.